# Cocu (Argeș)
Cocu é uma comuna romena localizada no distrito de Argeş, na região de Muntênia. A comuna possui uma área de 58.00 km² e sua população era de 2366 habitantes segundo o censo de 2007.